# Croissance circannuelle des plantes
La croissance circannuelle des plantes désigne le fait que des facteurs comme la température et la photopériode varient au cours de l’année, ce qui influence la croissance et d'autres aspects du métabolisme (respiration, exsudats de racine, renouvellement des racines), la croissance des plantes utilisant moins de 1 % des sucres produits par photosynthèse. Une horloge circannuelle de base n’a cependant pas encore été définie. 
Plusieurs éléments changent durant l’année au courant des saisons, comme la lumière (longueur du jour/nuit, angle d’incidence du soleil), la température du sol et de l’air, etc. Ces éléments influencent les plantes de différentes façons.
La croissance des plantes implique la coordination du cycle de division cellulaire et de leur expansion, qui est le résultat du programme développemental initié par des facteurs intrinsèques et extrinsèques. Les rythmes circannuels chez les plantes sont beaucoup basés sur la photopériode, la température ainsi que la pluie. Ces facteurs vont influencer différents aspects de la croissance de la plante, que ce soit la division cellulaire ou la photosynthèse. 
La croissance circannuelle est aussi liée à la variation saisonnière de la teneur en eau et amidon du sol et de la température.
L’horloge interne des plantes contrôle jusqu’à 89 % de l’expression des gènes. Le rythme d’expression de ces gènes peut suivre des inputs environnementaux, comme la température ou la lumière, mais des expériences dans lesquelles ces facteurs sont absents démontrent des plantes qui conservent une rythmicité, montrant que l’horloge interne des plantes se synchronise avec les facteurs externes, mais n’en dépend pas entièrement. 
L’auxine est importante pour la croissance directionnelle de la plante. Cette hormone est régulée par l’horloge interne de la plante et la sensibilité de la plante à l’auxine est aussi sous le contrôle de l’horloge.

## Influence de la photopériode
La détection de la photopériode, soit la longueur du jour comparé à la longueur de la nuit, au niveau moléculaire est un des moyens couramment utilisés par les plantes pour détecter les saisons. Chez les plantes des climats tempérés et des hautes latitudes, la longueur de la photopériode semble être l’élément le plus important qui influence la croissance, la floraison, etc.. En effet, la photopériode n’est pas influencée par les changements environnementaux et climatiques, et reste donc pour les plantes des hautes latitudes l’élément le plus stable et précis pour détecter les changements de saisons. Il est néanmoins important que la photopériode corrèle avec l’horloge interne de la plante. Les hormones impliquées dans la croissance se nomment les phytohormones, elles réagissent à la photopériode.
On observe une élongation rapide de l’hypocotyl quand l’embryon de plante croît à l’obscurité alors que les cotylédons restent petits, on observe l’inverse quand l’embryon croît à la lumière. On observe ce même comportement chez les plantes matures. Ces croissances différentielles sont possibles par l’action de phytohormones. Les mutants des phytohormones gibberellins (GA) et brassinostéroïdes (BR) donnent un phénotype nain aux plantes. Les phytohormones s’accumulent à partir de l’aube jusqu’à la mi-journée. Il est donc normal que si la photopériode se raccourcit, alors la croissance de la plante diminue, expliquant pourquoi la croissance des plantes est ralentie, sinon arrêtée, lorsque les jours sont courts.
La croissance d’une plante grâce à la photosynthèse est la somme de la production photosynthétique de toutes les feuilles. Chaque feuille a son microclimat et donc a un rythme photosynthétique différent.
Les plantes sont capables de faire la nucléation rythmique saisonnière. À des températures inférieures à 0°C, les plantes entament un processus de “supercooling” ou surrefroidissement, qui leur permet de se protéger contre le gel. Ce processus consiste à faire la nucléation des liquides, afin de diminuer le point de congélation des liquides dans la plante. Lors d’une journée où la nucléation se fait, il y a formation et accumulation de nouvelles particules végétales au niveau des branches proches de la terre. Au niveau des saisons, on observe un pic de formation de particules végétales, donc de la croissance, au printemps (mars-mai) et un autre aux alentours de septembre. À l’inverse, la période hivernale est très peu active en matière de formation de nouvelles particules végétales.

## Influence de la température
L’éclosion des bourgeons serait influencée plus fortement par la température que par la photopériode.
Avec l’augmentation de la température dû aux changements climatiques, certaines espèces seront en mesure d’étendre leur zone de distribution, mais d’autres espèces qui sont plus sensible à la photopériode qu’à la température seront moins en mesure de s’étendre.
Dans les régions où la température descend en dessous de 0°C, on observe chez les plantes une utilisation des sucres et de l’amidon solubles contre le givre, plutôt que pour la croissance; une fois que les températures remontent, les sucres et l’amidon peuvent être relocalisés pour être utilisés pour la croissance de la plante. La période durant laquelle se produit l’épisode de givre impacte la capacité de la plante à produire des fleurs et/ou des fruits.

## Autres facteurs
Pour les arbres en forêt humide décidue, l’activité cambiale, c’est-à-dire la division des cellules cambiales, commence en février et juin ; la croissance cambiale maximale atteint donc son maximum en août-septembre (pendant les fortes pluies), et la croissance s’arrête en janvier et mai (pendant la période sèche). 
Pour les arbres de forêt sèche décidue, la croissance du cambium commence en janvier, atteint son maximum en avril, et s’arrête en mai; puis, il y a une seconde période d’activité qui commence en juin (période des pluies) pour atteindre son maximum en octobre et s’arrêter en décembre. 
Les arbres provenant de savane arborée ont une activité cambiale constante au travers de l’année, avec des pics d’activité en février, juillet et octobre.

## Expression des gènes
L’expression de 21 225 transcriptions se fait de manière circannuelle chez le sapin de Douglas. Ces transcriptions atteignent leur expression maximale soit durant la saison d’hiver, entre décembre et janvier, soit durant la saison d’été, entre juin et juillet. De manière générale, les transcriptions atteignent leur valeur d’expression maximale à plus ou moins 20 jours des solstices d’hiver ou d’été, qui marquent respectivement la journée ou la photopériode est la plus courte et la journée ou la photopériode est la plus longue. 
En hiver, les transcriptions ayant une expression plus importante sont en lien avec la tolérance au froid et l’état de dormance.
En été, les transcriptions les plus exprimées sont celles associées aux réponses face à la sécheresse, ainsi que celles associées à la réponse au stress biotique et abiotique, tel que la tolérance à la chaleur.